# Whaaat!!! Okaaay!!!
Whaaat!!! Okaaay!!! è il primo mixtape da solista per il gruppo Lil Jon & the East Side Boyz, pubblicato il 30 agosto 2005 e prodotto dalla Madacy Records. Il disco è uscito sia in edizione singola che in edizione doppia, inciso su DualDisc. Molto probabilmente questo mixtape è legato alla realtà dell'underground di Atlanta e non è stato possibile trovare le informazioni riguardanti la lista delle tracce.

## Critica
| Recensione su   | Giudizio |
| --------------- | -------- |
| All Music Guide | link     |